# Жданово (Алтайский край)
Жданово — посёлок в Калманском районе Алтайского края России. Входит в состав Шиловского сельсовета.

## География
Село находится в центральной части края, в лесостепной зоне, в пределах северо-восточной части Приобского плато, по берегу реки Большая Муховушка.
Климат
континентальный. Средняя температура января: −17,7 °C, июля: +19,6 °C. Годовое количество атмосферных осадков: 350—400 мм.

## Население
| 1997 | 1998 | 1999 | 2000 | 2001 | 2002 | 2003 | 2004 | 2005 |
| ---- | ---- | ---- | ---- | ---- | ---- | ---- | ---- | ---- |
| 19   | ↗21  | ↘16  | ↘15  | ↗16  | →16  | ↗18  | ↗19  | →19  |
| 2006 | 2007 | 2008 | 2009 | 2010 | 2011 | 2012 | 2013 |      |
| →19  | ↘16  | ↘15  | →15  | ↘8   | ↗10  | ↗11  | ↘9   |      |

Национальный состав
Согласно результатам переписи 2002 года, в национальной структуре населения русские составляли 100 % от 19 чел.

## Инфраструктура
Социальные услуги жители получают в ближайшем населённом пункте — селе Шилово. В нём действует средняя общеобразовательная школа, детский сад, фельдшерско-акушерский пункт, дом культуры и др.

## Транспорт
Жданово доступно автомобильным и железнодорожным транспортом.
В пешей доступности остановочные пункты Шиловский и 290 км Западно-Сибирской железной дороги.
Проходит автодорога межмуниципального значения «Калманка — Жданово — Новобарнаулка» (идентификационный номер 01 ОП МЗ 01Н-1602).